# Coelichneumon desultorius
Coelichneumon desultorius là một loài tò vò trong họ Ichneumonidae.